# Caroline M. McGill

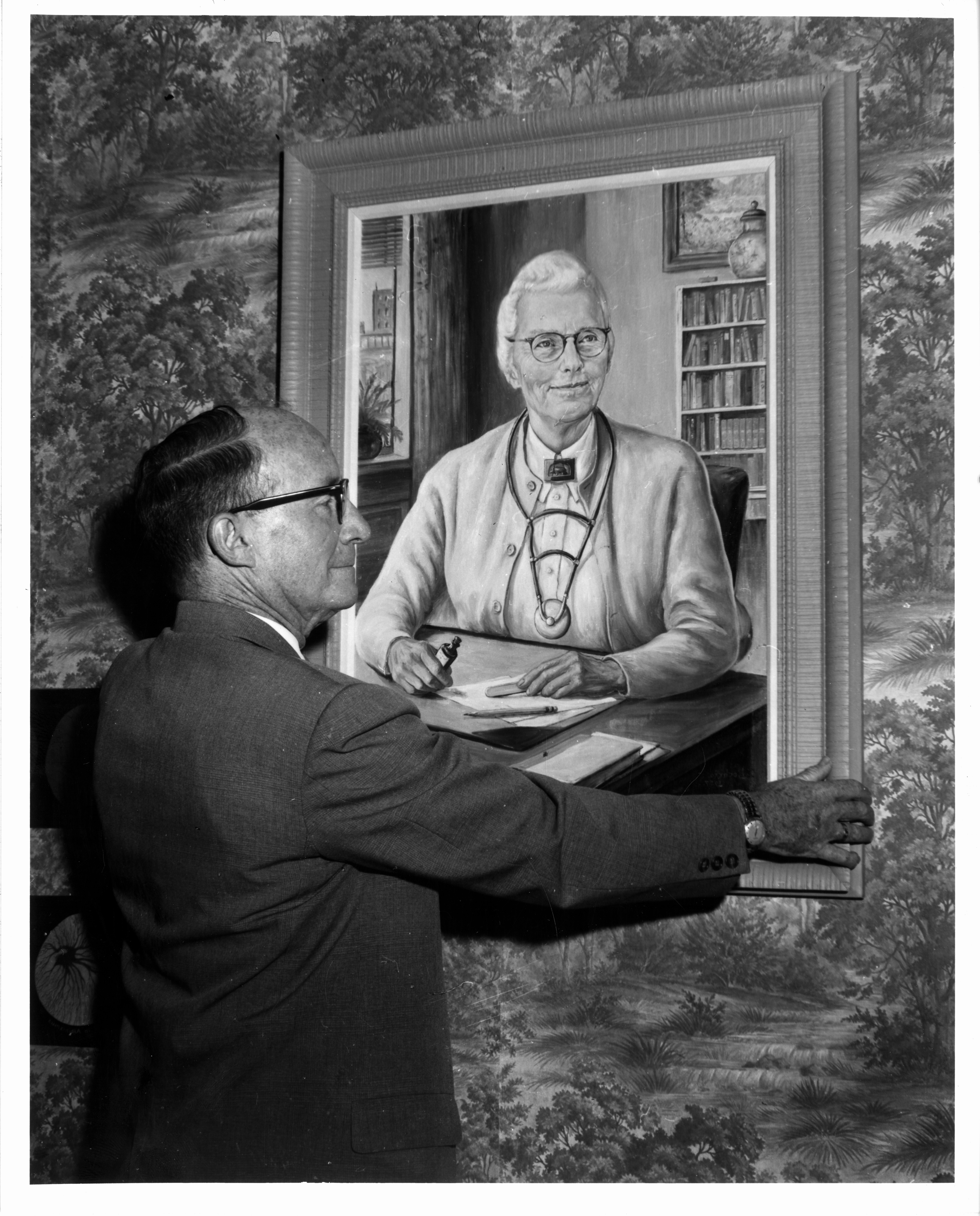
Merrill G. Burlingame hängt ein Ölporträt von Caroline McGill auf

Caroline M. McGill (* 18. Mai 1879 in Mansfield, Ohio, USA; † 4. Februar 1959 in Montana, USA) war eine US-amerikanische Medizinerin, Pathologin und Hochschullehrerin. Sie war die erste Pathologin im Bundesstaat Montana und gründete das Museum of the Rockies in Bozeman in Montana.

## Leben und Werk
McGill wurde 1879 auf einer Farm in der Nähe von Mansfield geboren. Als sie fünf Jahre alt war, zog McGills Familie nach Lebanon (Missouri). Im Alter von siebzehn Jahren erwarb sie an der Lebanon Normal School ein Lehrerzertifikat, damit sie ihren Lebensunterhalt bestreiten und die High School abschließen konnte. Dieses Ziel erreichte sie 1901 und setzte ihre Ausbildung an der University of Missouri fort. 1908 erhielt sie dort einen Bachelor of Art in Naturwissenschaften, einen Master of Art in Zoologie und einen Ph. D. in Anatomie und Physiologie und war damit die erste Frau, die an dieser Hochschule promovierte. 1909 erhielt sie ein Sarah Beliner Scholarship, das ihr ein weiteres Studienjahr in Europa finanzierte, und sie nutzte dieses, um an der Universität Berlin, der Universität Tübingen in Deutschland und der Zoologischen Station Neapel in Italien zu studieren.

## Pathologin und Ärztin in Butte
Als erstes weibliches Fakultätsmitglied unterrichtete sie bis 1911 Anatomie an der University of Missouri. Obwohl ihr dort eine Vollprofessur angeboten wurde, entschloss sie sich, eine Stelle als Pathologin am Murray Hospital in Butte anzunehmen. Sie war damit die erste Fachärztin dieser Art im Bundesstaat. Nachdem sie ihre Arbeit in Butte aufgenommen hatte, beschloss sie, ihre medizinische Ausbildung abzuschließen. In den nächsten Jahren lebte sie zeitweise in Butte und teilweise in Baltimore und erwarb 1914 ihren Doktortitel in Medizin an der Johns Hopkins University. Obwohl ihr dort eine Facharztausbildung angeboten wurde, kehrte sie nach Butte zurück, wo sie eine Praxis als Internistin eröffnete.

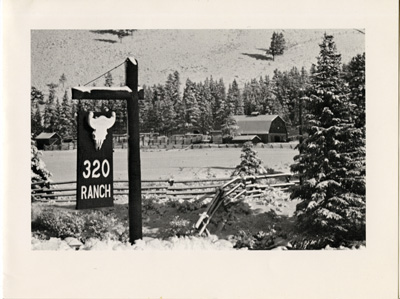
Weihnachtskarte von der 320 Ranch

1956 zog McGill auf ihre 320 Ranch im Gallatin Canyon, die sie zum ersten Mal im November 1911 sah und die sie 25 Jahre später kaufte.
Sie arbeitete etwa vierzig Jahre lang in ihrer Privatpraxis in Butte. Sie studierte die Geschichte Montanas und sammelte Artefakte im Zusammenhang mit der Geschichte Montanas. Einige dieser Artefakte gelangten zu ihr durch ihre Patienten, die es sich nicht leisten konnten, sie zu bezahlen, stattdessen tauschten sie mit ihr. Das Sammeln von Antiquitäten ergänzte ihre Forschungen zur Vergangenheit des Gallatin Canyon und sie lagerte einen Großteil ihrer wachsenden Sammlung an Gegenständen und Erinnerungsstücken auf der Ranch sowie in ihrer Wohnung in Butte. Diese Sammlung, die sie der Montana State University schenkte, wurde zur Grundlage für das heutige Museum of the Rockies.

## Gründung des McGill Museums

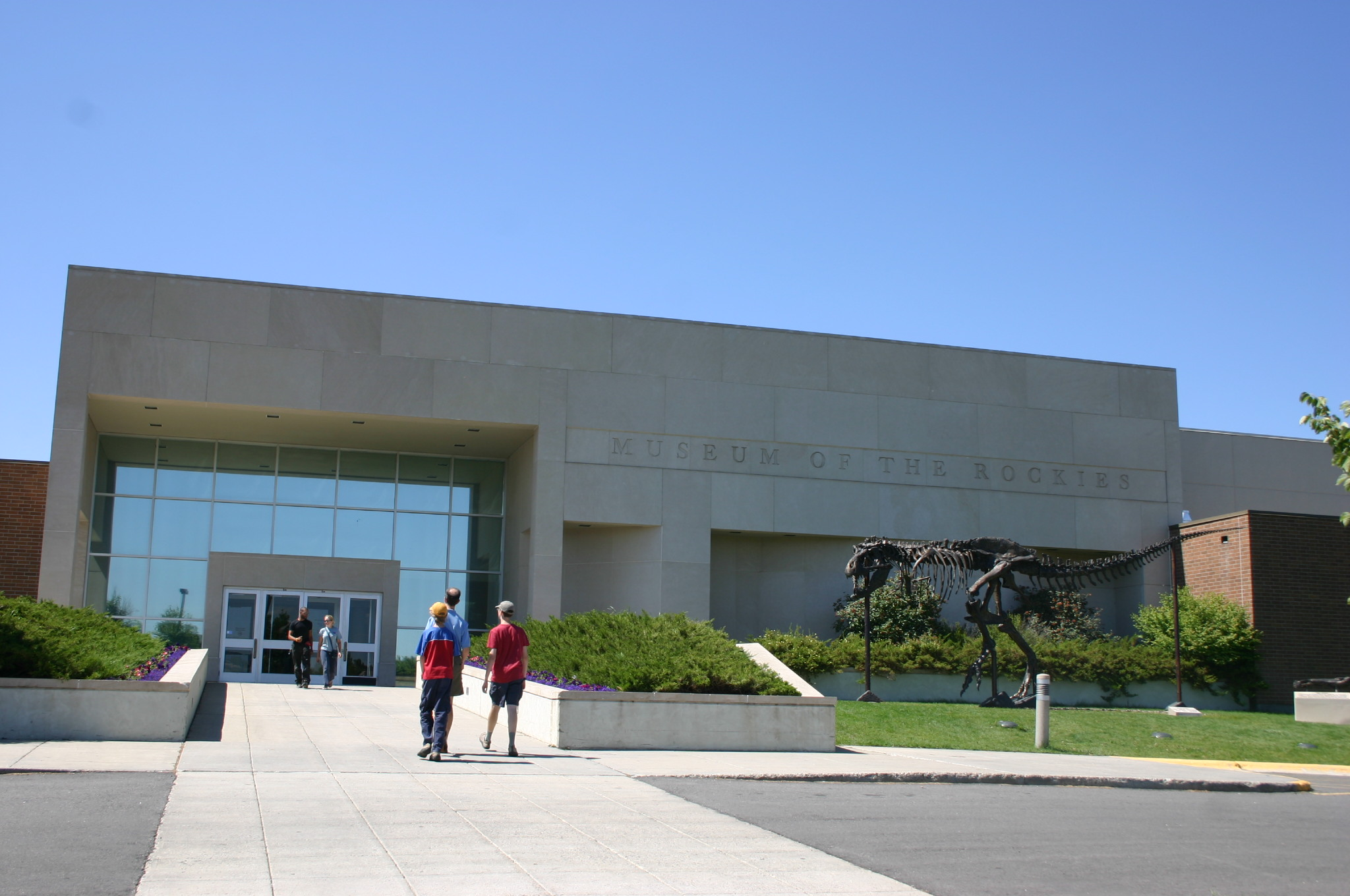
Museum of the Rockies, 2006

1957 gründete McGill das Museum of the Rockies. McGill arbeitete bei der Gründung mit dem Präsidenten der Montana State University, Roland Renne, und Merrill G. Burlingame, dem Leiter der Geschichtsabteilung, zusammen. Sie fungierte auch als erste Kuratorin des Museums. Zu ihren Geschenken gehörte eine Sammlung historischer Objekte aus Montana, die zunächst in drei Quonsetbaracken auf dem Universitäts-Campus untergebracht waren. Das Museum hieß ursprünglich McGill Museum.
Als das Museum zuerst in einigen alten Quonsetbaracken auf dem Universitätscampus eingerichtet wurde, wohnte McGill in einer der Baracken, während sie die Sammlung organisierte und katalogisierte.
McGill verstarb 1959 im Alter von 79 Jahren, kurz vor der offiziellen Eröffnung des Museums.
Sie engagierte sich auch für den Naturschutz, war Gründungsmitglied der Montana Wilderness Association und erwarb über 4.000 Hektar Land, um den Lebensraum und den Zugang rund um den Yellowstone-Nationalpark zu schützen.

## Ehrungen (Auswahl)
- 1955: Ehrendoktorwürde, Montana State College[5]

## Veröffentlichungen (Auswahl)
- The Effect of Low Temperatures on Hydra. Biological Bulletin, 1908, Volume 14, Issue 2, S. 78–88
- The structure of smooth muscle in the resting and in the contracted condition. American Journal of Anatomy, 1909, Volume 9, Issue 1, S. 493–562.
- The early histogenesis of striated muscle in the esophagus of the pig and the dogfish. The Anatomical Record, 1910, Volume 4, Issue 1, S. 23–47.
- The effect of contraction on the volume of the smooth muscle nucleus. The Anatomical Record, 1909, Volume 3, Issue 12, S. 633–635.
- mit G. Lefevre: The chromosomes of anasa tristis and anax junius. American Journal of Anatomy, 1908, Volume 7, Issue 4, S. 469–487.